# Tuovinen
Tuovinen är en sjö i Finland. Den ligger i kommunen Kuhmo i landskapet Kajanaland, i den östra delen av landet, 500 km nordost om huvudstaden Helsingfors. Tuovinen ligger 197,5 meter över havet. I omgivningarna runt Tuovinen växer i huvudsak barrskog. Arean är 16,9 hektar och strandlinjen är 2,11 kilometer lång. Sjön  ingår i Uleälvens huvudavrinningsområde. 